# ボイメン☆MAGIC 〜夜の魔法をキミに〜
『ボイメン☆MAGIC 〜夜の魔法をキミに〜』（ボイメンマジック よるのまほうをキミに）は、2015年4月から2016年3月まで、中京テレビおよびTOKYO MXで放送されていたバラエティ番組。略称は『ボイマジ』。制作局である中京テレビでは、2015年4月22日（21日深夜）より毎週水曜0:29 - 0:59（火曜深夜、JST）に放送。Huluにて配信が行われている。

## 概要
前番組『ボイメン☆騎士』に続く、BOYS AND MENの冠番組である。2015年2月28日に開催された日本ガイシホールでのライブにおいて、『ボイメン☆騎士』の終了発表と同時に本番組のスタートが発表された。
名古屋を中心に愛知・三重・岐阜の中京圏各地にロケに出向き、様々なエンターテイメントに挑戦する。東海地方外に出向くロケ企画や、グループが進出を図っているタイのロケ企画も行われる。
2015年10月から、タイの放送局「workpoint CREATIVE TV」でも放送された。そのレギュラー放送は同年12月で終了したが、以降もタイでの企画が放送されている。

## 出演者
- BOYS AND MEN（水野勝・田中俊介・小林豊・辻本達規・田村侑久・本田剛文・勇翔・平松賢人・若菜太喜・土田拓海・吉原雅斗）

### ゲスト
- トフィー - タイのタレント。タイでのロケ企画回に多く出演。2015年年末の特番では日本での中継企画に出演[5]。
- ゴルフ - タイのタレント。2015年年末の特番に出演[6]。
- ジェームス・ジラユ - タイの俳優。2016年3月9日放送のタイでのロケ企画回に出演[4]。

## 主な企画
視聴者参加型企画
番組公式サイト・SNSやBOYS AND MEN公式ブログなどで告知をし、参加者とともに「名城公園に桜を咲かせる」「名古屋港で流れ星を作る」など、色々なことに挑戦する。
ボイメン ザ・輪〜ルド
ロケ先にて出会った外国人にBOYS AND MENの「Chance for Change」を歌ってもらい、合唱を作ることを目指す。
バリバリ夜露死苦アンサー
山手線ゲームの変種企画。「名古屋市にある区」「東山線の駅名」など、1つのお題に対し1人ずつ順番に解答する。
スタジオ企画
『ボイメン☆騎士』の流れを汲む学力テスト企画やカラオケ企画、オリジナルレシピを作成する「俺の豊かな○食生活」などの企画がある。
俺のどんぶり
田中のソロコーナー。東海地方の丼料理を食べ歩くドラマ仕立ての企画。
美ボディ写真集プロジェクト
辻本がプロデューサーとなり、写真集作りに向けて動く。メンバー選考の際にその不摂生ぶりを指摘された吉原は、ライザップの指導によるダイエットと肉体改造を開始、それも企画として随時放送された。辻本・田中・吉原の三名による写真集を三重県の観光名所で撮影し、電子書籍として発行される。
全国制覇企画
第一幕 - 「南知多再生プロジェクト」
かつて観光で栄えた愛知県南知多町を再び盛り上げるために動く企画。知多半島出身の田村がプロジェクトチームリーダーとなり、内海海水浴場の海の家の大改造や手伝い、町内観光地のアピールなどを行った。2015年8月31日、千鳥ヶ浜にて夏フェス『ボイメン☆MAGIC 夏の陣 〜どえりゃ騒ぎになるぜin内海〜』を開催。
第二幕 - 東京ライブ
2015年10月4日、日比谷公会堂にてライブ『ボイメン☆MAGIC 秋の陣 〜待たせたな東京〜』を開催。
隣県覇王伝
東海地方外のファンを獲得するべく、静岡県・長野県など東海三県に隣接する県に出向き、グループのご当地ソング「なごやめしのうた」を各県の名物を盛り込んだ歌詞に置き換えて路上ライブパフォーマンスを披露する。

## 特別番組
ボイメン☆MAGIC 冬の陣 冬が寒いって誰が決めた? 俺達もっと熱くなりタイ! 〜炎の生放送90分SP〜
2015年12月30日の1:20 - 2:50に放送。番組初の生放送で、ファイヤーパフォーマンス生披露に挑戦する企画と、飛騨高山からの中継企画が行われた。YouTube Liveにて番組の同時配信が行われた。

## スタッフ
- ナレーション：藤井利彦（中京テレビアナウンサー）[13]
- 構成：加藤智久、宮崎祐人
- 協力：フォーチュンエンターテイメント
- 制作協力：CTV MID ENJIN、極東電視台、第二制作
- ディレクター：太田雅人、小宮直起
- 演出：富田恭彦
- プロデューサー：武藤利宣
- 製作著作：『ボイメン☆MAGIC 〜夜の魔法をキミに〜』製作委員会

### 過去のスタッフ
- プロデューサー：簑羽慶[1]

## 放送時間
いずれもJST。
- 中京テレビ放送（制作局）：毎週水曜 0:29 - 0:59（火曜深夜）。
- TOKYO MX：毎週水曜 22:00 - 22:30。

タイでの放送
- workpoint CREATIVE TV：毎週土曜 10:00 - 10:30（タイ標準時）。[14]
  - 2015年10月3日[15] - 12月26日[16]に放送。

## DVDリリース
- ボイメン☆MAGIC 夏の陣 〜どえりゃあ騒ぎになるぜ in 内海〜（2015年）
- ボイメン☆MAGIC 〜夜の魔法をキミに〜 Vol.01（2015年）
- ボイメン☆MAGIC 〜夜の魔法をキミに〜 Vol.02（2015年）
- ボイメン☆MAGIC 〜夜の魔法をキミに〜 Vol.03（2016年）

## 関連書籍・関連グッズ

### 電子書籍
- 写真集『NO LIMIT: TANAKA』・『NO LIMIT: TSUJIMOTO』・『NO LIMIT: YOSHIHARA』（2015年10月13日、中京テレビ放送）